# Тетерів (станція)
Те́терів — проміжна залізнична станція 3-го класу Київської дирекції Південно-Західної залізниці, Коростеньського напрямку між зупинними пунктами Пісківка (2 км) та Макалевичі (3 км). Розташований в селищі Пісківка Бучанського району Київської області.

## Історія
Станція відкрита 1910 року.
До німецько-радянської війни будівля вокзалу була тотожною вокзалу станції Буча. Під час війни вокзал був зруйнований, нову будівлю споруджували вже за поширеним у 1960-ті роки проєктом.
У 1968 році станція електрифікована в складі лінії Київ — Коростень, що надало можливість запустити рух приміських електропоїздів.
Протягом 1968—1978 років, тобто поки на станції закінчувалася електрифікована ділянка лінії Київ — Коростень, станція була кінцевою для всіх електропоїздів київського напрямку.
Під час ліквідації аварії на Чорнобильській АЕС, на станції Тетерів розвантажувалися будівельні матеріали, які  автомобілями доставлялися до Чорнобильської АЕС. Для цього в стислі терміни була побудована залізобетонна естакада для розвантаження цементу з вагонів.

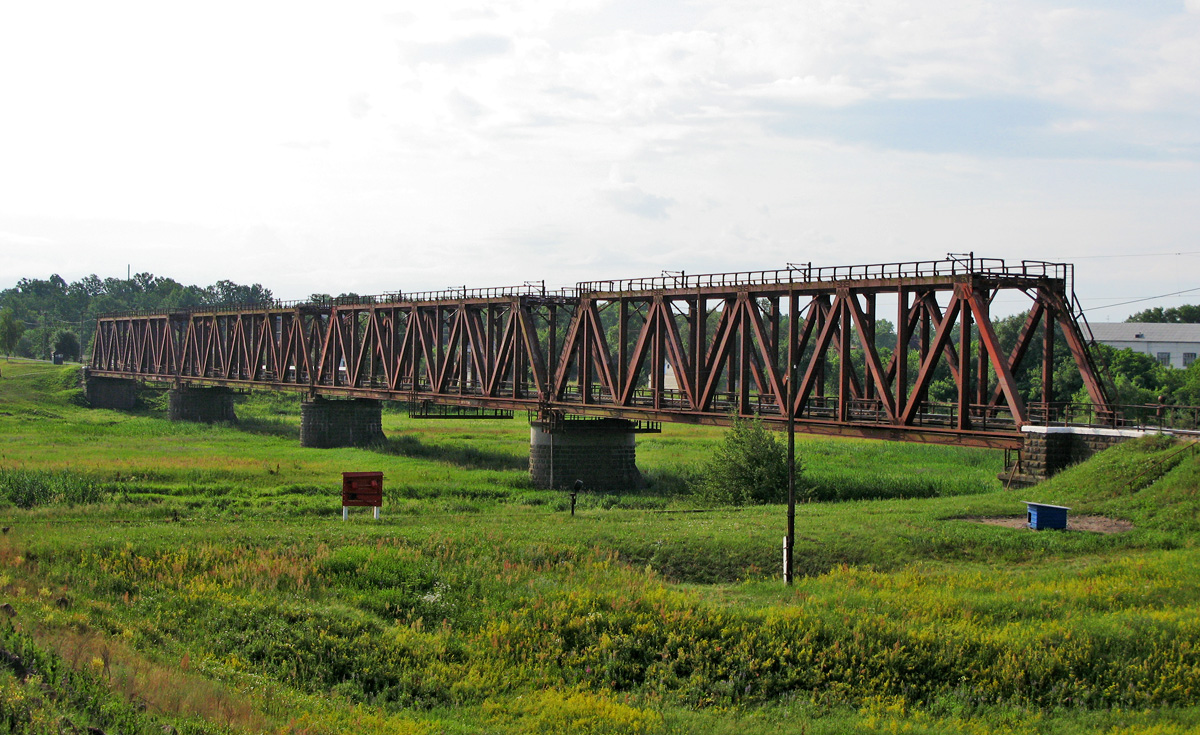
Залізничний міст через річку Тетерів

На станції здійснюються вантажні операції на під'їзних коліях промислових підприємств.
Раніше поруч зі станцією розташовувалася філія вагонної дільниці станції Київ-Пасажирський, де перебували на збереженні законсервовані пасажирські вагони та цілі склади поїздів, що використовувалися як додаткові, але починаючи з 2007 року вагонну дільницю в Тетереві ліквідовано.

## Пасажирське сполучення
На станції зупиняються приміські електропоїзди Коростенського напрямку. Станція є пунктом обороту приміських електропоїздів сполученням Київ — Тетерів — Київ.